# Laurence Hobgood

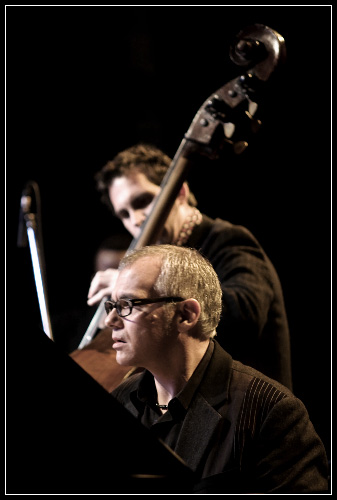
Laurence Hobgood (2007), im Hintergrund Bassist Rob Amster

Laurence Bishop Hobgood (* 23. Dezember 1959 in Salisbury, North Carolina) ist ein US-amerikanischer Jazzpianist und Arrangeur.

## Leben und Wirken
Hobgood, dessen Vater Drama, u. a. am Catawba College und an der Southern Methodist University unterrichtete, wuchs in Texas und Illinois auf. In Dallas begann er mit sechs Jahren mit Unterricht in klassischem Klavierspiel und trat mit eigenen Variationen von Bach- und Chopin-Themen öffentlich auf; mit zwölf Jahren begann er sich mit Blues zu beschäftigen und war dann drei Jahre E-Pianist in einer Countryband. In Illinois, während seiner Highschoolzeit, beschäftigte er sich mit Jazz; anschließend studierte er an der University of Illinois/Champaign-Urbana klassische und Jazzmusik.
Nach dem Studienabschluss zog er nach Chicago, gründete ein eigenes Trio und arbeitete zudem mit Fareed Haque. 1992 bildete er mit Paul Wertico und dem Bassisten Eric Hochberg das New Trio,  aus dem die Formation Union hervorging (mit dem Bassisten Brian Torff). Außerdem arbeitete er mit dem Saxophonisten Ed Peterson, mit dem er im Green Mill auftrat, und Anfang der 1990er-Jahre in Chicago mit der Sängerin Eden Atwood, mit der erste Aufnahmen entstanden. In dieser Zeit begann die langjährige Zusammenarbeit mit dem Sänger Kurt Elling, als dessen Pianist, Keyboarder und musikalischer Leiter Hobgood fungierte. Daneben legte er eine Reihe von Alben unter eigenem Namen vor, u. a. mit Charlie Haden. Seine Zusammenarbeit mit Elling führte auch zu mehreren Grammy-Nominierungen, u. a. auch für das Album Dedicated to You: Kurt Elling Sings the Music of Coltrane and Hartman, das 2010 den Grammy als Bestes Jazz-Vokal-Album erhielt.
Im Bereich des Jazz war er zwischen 1993 und 2014 an 36 Aufnahmesessions beteiligt, u. a. auch mit Bob Belden, Brad Wheeler, Jim Gailloreto, Jackie Allen, John Moulder, Rob Parton und Tommy McCann. Er trat außerdem mit Clark Terry, Gary Burton, Eddie Daniels, Sheila Jordan, Bob Mintzer und Mark Whitfield auf. 2016 legte er das Album Honor Thy Fathers vor, an dem John Patitucci und Kendrick Scott mitwirkten.

## Diskographische Hinweise
- Union (Naim), mit Brian Torff und Paul Wertico
- State of the Union (Naim, 1998) dto.
- Left to My Own Devices (Naim, 2000), solo
- Crazy World (Naim, 2008), mit Rob Amster, Frank Parker, Kurt Elling
- When the Heart Dances (Naim, 2008), mit Charlie Haden, Kurt Elling
- Honor Thy Fathers (Circumstantial, 2016)
- Tesseterra (2019)